# Husni al-Za'im
Ḥusnī al-Zaʿīm (in arabo حسني الزعيم‎?; Aleppo, 1897 – Damasco, 14 agosto 1949) è stato un generale e politico siriano; fu Presidente della repubblica di Siria.

## Biografia
Figlio di un muftī dell'esercito ottomano,  ucciso nel 1915 in un attacco portato nella zona del canale di Suez, nel corso della prima guerra mondiale, Ḥusnī b. al-Shaykh Riḍā b. Muḥammad b. Yūsuf al-Zaʿīm ebbe due fratelli: Ṣalāḥ e Bashīr.
Anche Ḥusnī fu ufficiale dell'esercito imperiale e, dopo che la Francia ebbe il beneplacito della Società delle Nazioni per istituire un Mandato sulla Siria al termine del I conflitto mondiale, Ḥusnī entrò a far parte dell'apparato militare siriano che agiva sotto il controllo dei francesi.
Dopo l'indipendenza del suo Paese, divenne Capo di Stato maggiore delle forze armate siriane, che guidò nella Guerra arabo-israeliana del 1948.
La disfatta della coalizione araba scosse profondamente la Siria e la fiducia dei siriani nel modello rappresentativo parlamentare, in special modo vantato dalle forze d'occupazione francesi e britanniche nel Vicino Oriente.
Il 30 marzo 1949, al-Zaʿīm portò a segno un colpo di Stato e il presidente della Repubblica in carica, Shukri al-Quwwatli, fu per breve tempo imprigionato prima di prendere la via dell'esilio verso l'Egitto.
Per il suo colpo di mano, al-Zaʿīm avrebbe ricevuto un aiuto sensibile, quanto discreto, dall'ambasciata statunitense, mentre alcuni storici pensano che un forte sostegno finanziario fosse stato elargito dal Partito Nazionalista Sociale Siriano.
Il colpo di Stato di al-Zaʿīm è stato il primo intervento militare arabo del mondo arabo, precedendo quello del 1952 dell'Egitto e del 1958 dell'Iraq.
Al-Zaʿīm non ricorse a metodi violenti, né mise a morte o in carcere i suoi oppositori politici, ma questo non significò per lui avere minori nemici. La sua proposta di dare il voto alle donne e a togliere loro il velo sollevò un'ondata di proteste nell'ambiente dei chierici musulmani. La sua decisione di aumentare le tasse deluse un gran numero di uomini d'affari e la sua volontà di firmare un trattato di pace con Israele e di partecipare alla costruzione di un oleodotto con una compagnia statunitense irritarono numerosi nazionalisti, dentro e fuori dal Paese.
Dopo la fuga del dirigente e fondatore del PNSS, Antun Saade dal Libano, al-Zaʿīm gli offrì asilo politico, promettendogli di proteggerlo. Invece il Presidente tradì la promessa e consegnò Antun Saade alle autorità libanesi che, dopo un giudizio sommario, lo giustiziarono l'8 luglio 1949.
Il colonnello Sami al-Hinnawi, membro del PNSS, volle vendicare la morte di Saade e portò per questo a segno un colpo di Stato il 14 agosto 1949, arrestando il colonnello al-Zaʿīm e facendolo passare per le armi. La moglie di Saade, Juliette al-Myr (al-Mīr), ricevette qualche giorno dopo una lettera di al-Hinnawi che le comunicava che la morte di al-Zaʿīm.
Adib al-Shishakli, un altro ufficiale membro del PNSS, rovescerà a sua volta Sami al-Hinnawi nel dicembre di quell'anno, facendo così patire alla Siria il terzo colpo di Stato militare in un solo anno.